# Catherine de Vendôme
Catherine de Vendôme, née vers 1350 et morte le 1er avril 1412, est comtesse de Vendôme et de Castres de la Maison de Montoire de 1372 à 1403.

## Biographie

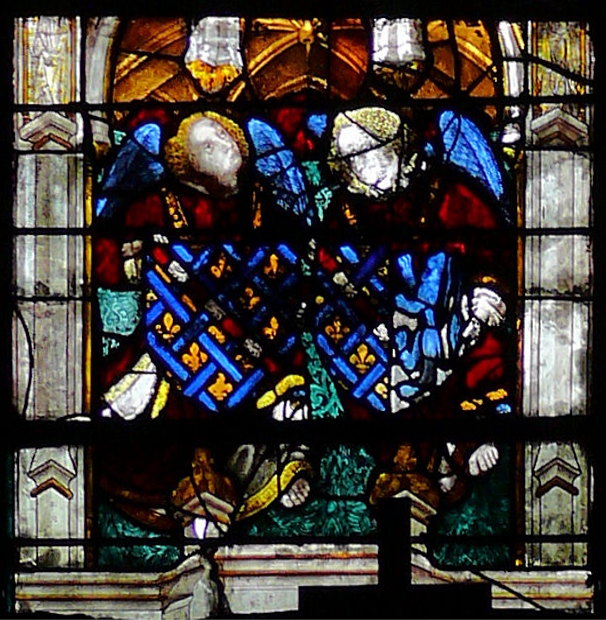
Chartres, -Chapelle de Vendôme : Armes de Jean de Bourbon et Catherine de Vendôme.

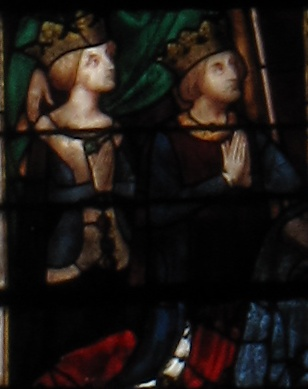
Jean Ier de Bourbon-La Marche, comte de La Marche et son épouse Catherine de Vendôme, représentés dans un vitrail de la chapelle de Vendôme de la cathédrale de Chartres.

Fille du comte Jean VI de Vendôme et de Jeanne de Ponthieu, elle épouse en 1364 Jean de Bourbon, comte de La Marche avec qui elle a :
- Jacques (1370-1438), roi de Naples, comte de la Marche et de Castres,
- Louis (1376-1446), comte de Vendôme,
- Jean (1378-1458), seigneur de Carency,
- Anne (1380-1408) mariée à Jean de Berry, comte de Montpensier, puis à Louis VII de Bavière,
- Marie (1387-1465), enlevée par Jean de Baynes, seigneur d'Escroux,
- Charlotte (1388-1422), mariée à Janus de Lusignan, roi de Chypre.

En 1372, elle hérite des comtés de Vendôme et de Castres à la mort de sa nièce Jeanne et les administre conjointement avec son mari, puis après sa mort, avec son second fils Louis, auquel elle cède ses droits en 1403.
Catherine décède au château de Montoire ou à celui de Lavardin et est enterrée au côté de son mari à la collégiale Saint-Georges de Vendôme

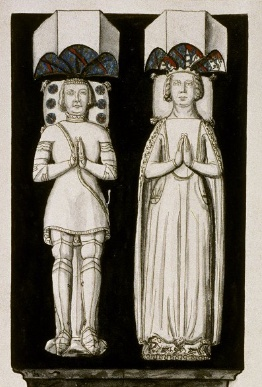
gisant de Catherine de Vendôme et Jean Ier de Bourbon-La Marche dans la collégiale Saint-Georges de Vendôme dans la collection Gaignières.

## Titre
Elle est par héritage:
- Comtesse de Vendôme
- Comtesse de Castres
- dame de Lézignan
- dame d'Épernon
- dame du Teil
- dame de Bréthancourt
- dame de Rémalard
- dame de Clacy
- dame de Cailly
- dame de Quillebeuf

Elle est part son mariage avec Jean Ier de Bourbon-La Marche :
- Comtesse de La Marche
- dame de Leuze
- dame de Carency
- dame de Lécluse
- dame de Montaigut-en-Combraille

## Blason

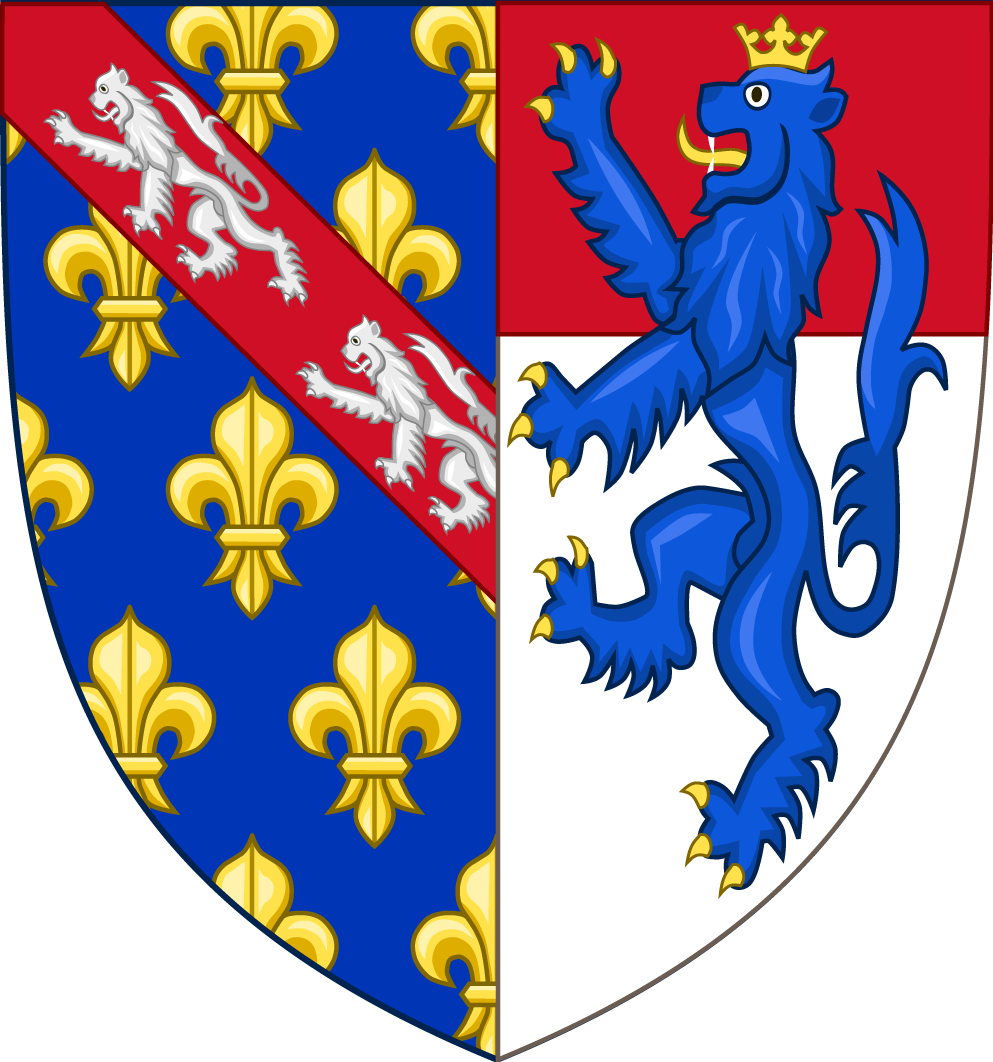
Blason de Catherine de Vendôme